# Club Juan Aurich
Maillots
Dernière mise à jour : 21 juin 2023.
Le Club Juan Aurich est un club péruvien de football basé à Chiclayo au nord du Pérou. Il a été fondé le 3 septembre 1922 et joue en deuxième division péruvienne.

## Histoire
Fondé en septembre 1922 dans une hacienda du nord du Pérou par des ouvriers agricoles, sous le nom de Deportivo Juan Aurich, en hommage au propriétaire de celle-ci, Juan Aurich Pastor, les débuts du club sont marqués par un terrible accident survenu le 5 juillet 1953, lorsque le bus transportant la délégation de l'équipe, qui venait de disputer un match amical dans la ville voisine de Trujillo, fut heurté par un train. Vingt-cinq personnes perdent la vie dont douze joueurs ainsi que l'entraîneur, Alejandro González.
En 1967, il fait ses débuts en première division mais c'est sous la houlette de l'entraîneur argentin Sabino Bártoli que le club dispute la finale du championnat en 1968 (perdue face au Sporting Cristal) et se qualifie à la Copa Libertadores 1969, son premier tournoi international. Le Juan Aurich y réalise une bonne présentation avec notamment une victoire à l'extérieur 1-2 sur le terrain du club chilien de l'Universidad Católica.
Durant les années 1970, le club est un animateur du championnat du Pérou et descend rarement en dessous de la dixième place. Il compte dans ses rangs des joueurs de renom tels que Juan Joya, Juan Seminario, Perico León, Orlando de la Torre et Julio Meléndez, entre autres.
Dans les années 1980, le Juan Aurich connaît la relégation en 1983 avec une présence éphémère en 1988 en première division. En 1993, il fusionne avec le Deportivo Cañaña (es) et adopte le nom de Aurich-Cañaña (es), nouveau club qui a une existence courte puisqu'il disparaît en 1996. Le Juan Aurich reprend alors son nom d'origine et dispute la Copa Perú, qu'il remporte en 1997, et remonte automatiquement en première division. Il s'y maintient tant bien que mal jusqu'en 2002.
Sur le point de disparaître, le club revient sur la scène en janvier 2005 sous le nom de Juan Aurich de la Victoria. Il remporte sa deuxième Copa Perú deux ans plus tard, et accède à la première division en 2008. Il s'y maintient difficilement, à l'issue d'un match de barrage remporté 2-1 face à l'Atlético Minero. Par ailleurs, le président du club de l'époque, Edwin Oviedo (es), qui deviendra par la suite président de la Fédération péruvienne de football, transforme en 2009 le club en société anonyme: le Club Juan Aurich S.A.. 
La saison suivante est tout autre. Le club termine premier de la phase régulière et termine le championnat à la troisième place, synonyme de qualification pour le tour préliminaire de la Copa Libertadores 2010. Résultat décevant en regard du classement de la première phase du championnat mais résultat inespéré en regard de l'année 2008 très difficile.
La saison 2011 du championnat du Pérou voit le premier sacre du club, à l'issue d'un match de barrage remporté aux tirs au but (3 tab 1) contre l'Alianza Lima. Son meilleur attaquant, Luis Tejada, est sacré meilleur buteur du championnat, avec 17 réalisations. Trois ans plus tard, El Ciclón del Norte (surnom du club) dispute la finale du championnat 2014, qu'il perd face au Sporting Cristal, comme en 1968. Néanmoins, la saison 2017 lui est fatale puisque le club est relégué à une journée de la fin du championnat.

## Résultats sportifs

### Palmarès
| Compétitions nationales | Compétitions régionales                                                          |
| - Championnat du Pérou (1) : - Champion : 2011. - Vice-champion : 1968 et 2014. - Tournoi d'ouverture (1) : - Vainqueur : 2014-A. - Championnat du Pérou D2 : - Vice-champion : 2020. - Copa Perú (2) : - Vainqueur : 1997 et 2007. - Copa Federación : - Finaliste : 2012. | - Ligue de la région de Lambayeque (4) : - Vainqueur : 1966, 1986, 1997 et 2007. |

### Bilan et records
- Saisons au sein du championnat du Pérou de football : 35 (1967-1983 / 1988-1989 / 1991 / 1998-2002 / 2008-2017).
- Saisons au sein du championnat du Pérou de football D2 : 7 (2018-).
- Participations en compétitions internationales : 
  - Copa Libertadores : 4 participations (1969, 2010, 2012, 2015).
  - Copa Sudamericana : 3 participations (2011, 2013, 2017).
  - Copa Ganadores de Copa : 1 participation (1971).

Note: en italique, tournois disparus.

## Personnalités historiques du Club Juan Aurich

### Joueurs

#### Grands noms
Source consultée : De Chalaca.com.
- Hernán Castañeda
- Willian Chiroque
- Luis Guadalupe
- José Guevara Tinoco
- Roberto Guizasola
- Julio Meléndez
- Francisco Mendoza Pizarro (es)
- Próspero Merino
- Johnny Mujica
- Evert Negrete
- Diego Penny
- Eladio Reyes
- Luis Tejada

### Entraîneurs

#### Entraîneurs marquants
- Sabino Bártoli, vice-champion du Pérou en 1968.
- Luis Sanjinez, vainqueur de la Copa Perú en 1997.
- Horacio Baldessari, vainqueur de la Copa Perú en 2007.
- Diego Umaña (es), champion du Pérou en 2011.
- Roberto Mosquera, vice-champion du Pérou en 2014.
- José Soto, vice-champion de 2e division en 2020.

#### Liste des entraîneurs
- Alejandro González (entraîneur-joueur) (1953)
- Juan Ulloa (1967)
- Sabino Bártoli (1968-1969)
- Juan Joya (entraîneur-joueur) (1970)
- Juan Honores (1972)
- Sabino Bártoli (1974)
- Julio Meléndez (entraîneur-joueur) (1976)
- Orlando de la Torre (1980)
- Roberto Chale (1981)
- Juan Eduardo Hohberg (1982)
- Orlando de la Torre (1982)
- Augusto Palacios (1996)
- Luis Sanjinez (1997)
- Roberto Arrelucea (1998)
- Julio César Uribe (1999)
- Orlando de la Torre (1999)
- Roberto Arrelucea (2000)
- Medardo Arce (2001)
- Ramón Mifflin (2001)
- Medardo Arce (2001)
- Jorge Sampaoli (2002)
- Sabino Bártoli (2002)
- César Cubilla (es) (2002)
- Rufino Bernales (2003)
- José Ramírez Cubas (2006)
- Horacio Baldessari (2007)
- Claudio Techera (es) (2008)
- Julio César Balerio (2008)
- Ramón Mifflin (2008)
- Franco Navarro (2008-2009)
- Luis Fernando Suárez (2009-2010)
- Juan Reynoso (2010)
- Diego Umaña (en) (2011-2012)
- Franco Navarro (2012)
- José María Bakero (2013)
- Roberto Mosquera (2013-2015)
- Víctor Rivera (2016)
- Wilmar Valencia (2017)
- Christian Lovrincevich (es) (2017)
- Julio César Uribe (2017)
- Carlos Cortijo (2018)
- Jorge Gustavo Benítez (2019)
- José Soto (2019-2021)
- Teddy Cardama (2022)
- Carlos Cortijo (2022)
- Jahir Butrón (2023)
- Jesús Oropesa (2023-)